# Cuarteles de invierno (película)
Para la novela escrita por Osvaldo Soriano, véase Cuarteles de invierno (novela)
Cuarteles de invierno es una película argentina dramática de 1984 dirigida por Lautaro Murúa y protagonizada por Oscar Ferrigno y Eduardo Pavlovsky. Está basada en la novela homónima de Osvaldo Soriano. Fue el último film realizado por el actor y director chileno, quien coescribió el guion. Fue estrenada el 6 de septiembre de 1984.

## Reparto
- Oscar Ferrigno ... Galván
- Eduardo Pavlovsky ... Tony Rocha
- Ulises Dumont ... Mingo
- Adriana Ferrer ... Marta
- Enrique Almada ... Dr. Bayo
- Gogó Andreu 	... Romerito
- Patricio Contreras
- Acosta Oscar Florentino ... Marcial Sepúlveda
- Carmen Luciarte
- Luis Luque ... Médico
- Arturo Maly ... Teniente coronel Suarez
- Jorge Morales
- Eduardo Nobili
- Marcela Palacios
- Aldo Romero
- Sergio Rondan
- Renée Roxana
- Santos Zacarías

## Premios
- 1985, Italia[cita requerida]